# Saison 1984 de la NFL
Navigation
Édition précédente Édition suivante
La saison 1984 de la NFL est la 65e saison de la National Football League. Elle voit le sacre des San Francisco 49ers à l'occasion du Super Bowl XIX.

## Déménagement
Les Colts quittent Baltimore et joueront désormais dans la ville d'Indianapolis.

## Classement général
| Qualifié en play-offs |

| AFC Est              |      |      |      |        |          |            |
| Franchise            | Vic. | Déf. | Nuls | % vic. | Pts pour | Pts contre |
| Miami Dolphins       | 14   | 2    | 0    | .875   | 513      | 298        |
| New England Patriots | 9    | 7    | 0    | .563   | 362      | 352        |
| New York Jets        | 7    | 9    | 0    | .438   | 332      | 364        |
| Indianapolis Colts   | 4    | 12   | 0    | .250   | 239      | 414        |
| Buffalo Bills        | 2    | 14   | 0    | .125   | 250      | 454        |
| AFC Central          |      |      |      |        |          |            |
| Franchise            | Vic. | Déf. | Nuls | % vic. | Pts pour | Pts contre |
| Pittsburgh Steelers  | 9    | 7    | 0    | .563   | 387      | 310        |
| Cincinnati Bengals   | 8    | 8    | 0    | .500   | 339      | 339        |
| Cleveland Browns     | 5    | 11   | 0    | .313   | 250      | 297        |
| Houston Oilers       | 3    | 13   | 0    | .188   | 240      | 437        |
| AFC Ouest            |      |      |      |        |          |            |
| Franchise            | Vic. | Déf. | Nuls | % vic. | Pts pour | Pts contre |
| Denver Broncos       | 13   | 3    | 0    | .813   | 353      | 241        |
| Seattle Seahawks     | 12   | 4    | 0    | .750   | 418      | 282        |
| Los Angeles Raiders  | 11   | 5    | 0    | .688   | 368      | 278        |
| Kansas City Chiefs   | 8    | 8    | 0    | .500   | 314      | 324        |
| San Diego Chargers   | 7    | 9    | 0    | .438   | 394      | 413        |

| NFC Est             |      |      |      |        |          |            |
| Franchise           | Vic. | Déf. | Nuls | % vic. | Pts pour | Pts contre |
| Washington Redskins | 11   | 5    | 0    | .688   | 426      | 310        |
| New York Giants     | 9    | 7    | 0    | .563   | 299      | 301        |
| St. Louis Cardinals | 9    | 7    | 0    | .563   | 423      | 345        |
| Dallas Cowboys      | 9    | 7    | 0    | .563   | 308      | 308        |
| Philadelphia Eagles | 6    | 9    | 1    | .406   | 278      | 320        |
| NFC Central         |      |      |      |        |          |            |
| Franchise           | Vic. | Déf. | Nuls | % vic. | Pts pour | Pts contre |
| Chicago Bears       | 10   | 6    | 0    | .625   | 325      | 248        |
| Green Bay Packers   | 8    | 8    | 0    | .500   | 390      | 309        |
| Tampa Bay Buccs     | 6    | 10   | 0    | .375   | 335      | 380        |
| Detroit Lions       | 4    | 11   | 1    | .281   | 283      | 408        |
| Minnesota Vikings   | 3    | 13   | 0    | .188   | 276      | 484        |
| NFC Ouest           |      |      |      |        |          |            |
| Franchise           | Vic. | Déf. | Nuls | % vic. | Pts pour | Pts contre |
| San Francisco 49ers | 15   | 1    | 0    | .938   | 475      | 227        |
| Los Angeles Rams    | 10   | 6    | 0    | .625   | 346      | 316        |
| New Orleans Saints  | 7    | 9    | 0    | .438   | 298      | 361        |
| Atlanta Falcons     | 4    | 12   | 0    | .250   | 281      | 382        |

- New York Giants termine devant St. Louis et Dallas en NFC Est en raison des résultats enregistrés en confrontation directe (3-1 (Giants) contre 2-2 (Cardinals) et 1-3 (Cowboys)).
- St. Louis termine devant Dallas en NFC Est en raison des résultats enregistrés en division (5-3 contre 3-5).

## Play-offs
Les équipes évoluant à domicile sont nommées en premier. Les vainqueurs sont en gras

### AFC
- Wild Card : 
  - 22 décembre 1984 : Seattle 13-7 Los Angeles Raiders
- Premier tour : 
  - 29 décembre 1984 : Miami 31-10 Seattle
  - 30 décembre 1984 : Denver 17-24 Pittsburgh
- Finale AFC : 
  - 6 janvier 1985 : Miami 45-28 Pittsburgh

### NFC
- Wild Card : 
  - 23 décembre 1984 : Los Angeles Rams 13-16 New York Giants
- Premier tour : 
  - 29 décembre 1984 : San Francisco 21-10 New York Giants
  - 30 décembre 1984 : Washington 19-23 Chicago
- Finale NFC : 
  - 6 janvier 1985 : San Francisco 23-0 Chicago

### Super Bowl XIX
- 20 janvier 1985 : San Francisco (NFC) 38-16 Miami (AFC), au Stanford Stadium de Stanford